# Rozpadła Turnia

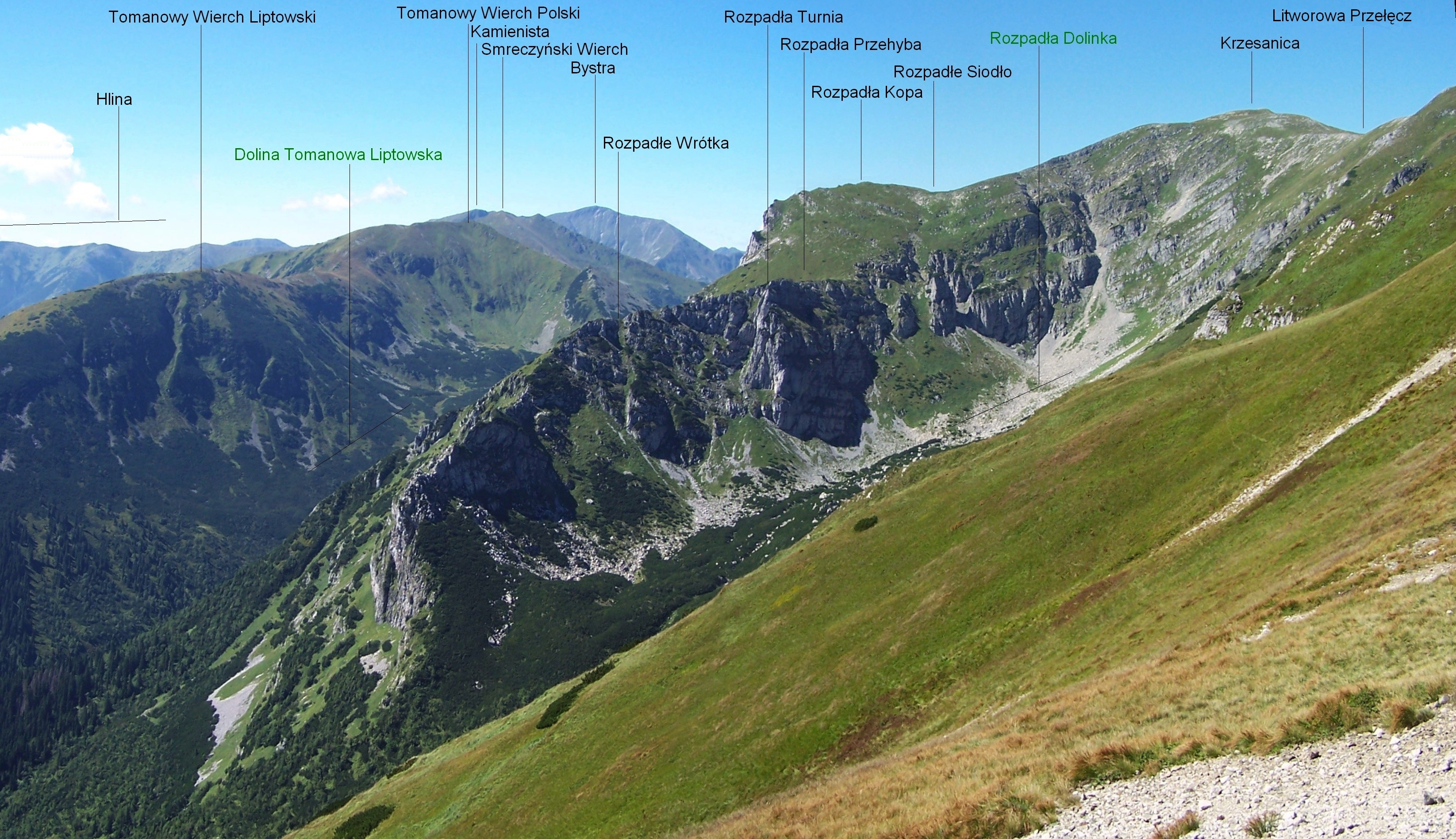
Widok z Suchego Wierchu Kondrackiego

Rozpadła Turnia (ok. 1870 m) – miejsce w Rozpadłej Grani w słowackich Tatrach Zachodnich, pomiędzy nieznaczną przełączką Rozpadłej Przehyby (ok. 1870 m) a Rozpadłymi Wrótkami (ok. 1850 m). Z Rozpadłej Przehyby jest to niczym niewyróżniające się, porośnięte trawą miejsce na jej północno-wschodniej krawędzi, natomiast z Dolinki Rozpadłej wygląda jak turnia. Opada do niej ścianą o wysokości około 80 m, u dołu podsypaną niewielkim piargiem. Ściana ta jest najbardziej urwistym miejscem w całej Rozpadłej Grani. Zbudowana jest, podobnie jak cała Rozpadła Grań, ze skał wapiennych.